# Leichtathletik-Weltmeisterschaften 1995/4 × 100 m der Männer
Die 4-mal-100-Meter-Staffel der Männer bei den Leichtathletik-Weltmeisterschaften 1995 wurde am 12. und 13. August 1995 im Göteborger Ullevi-Stadion ausgetragen.
Weltmeister wurde Kanada in der Besetzung Robert Esmie, Glenroy Gilbert, Bruny Surin und Donovan Bailey.
Den zweiten Platz belegte Australien mit Paul Henderson, Tim Jackson, Steve Brimacombe und Damien Marsh.
Bronze ging an Italien (Giovanni Puggioni, Ezio Madonia, Angelo Cipolloni, Sandro Floris).

## Bestehende Rekorde

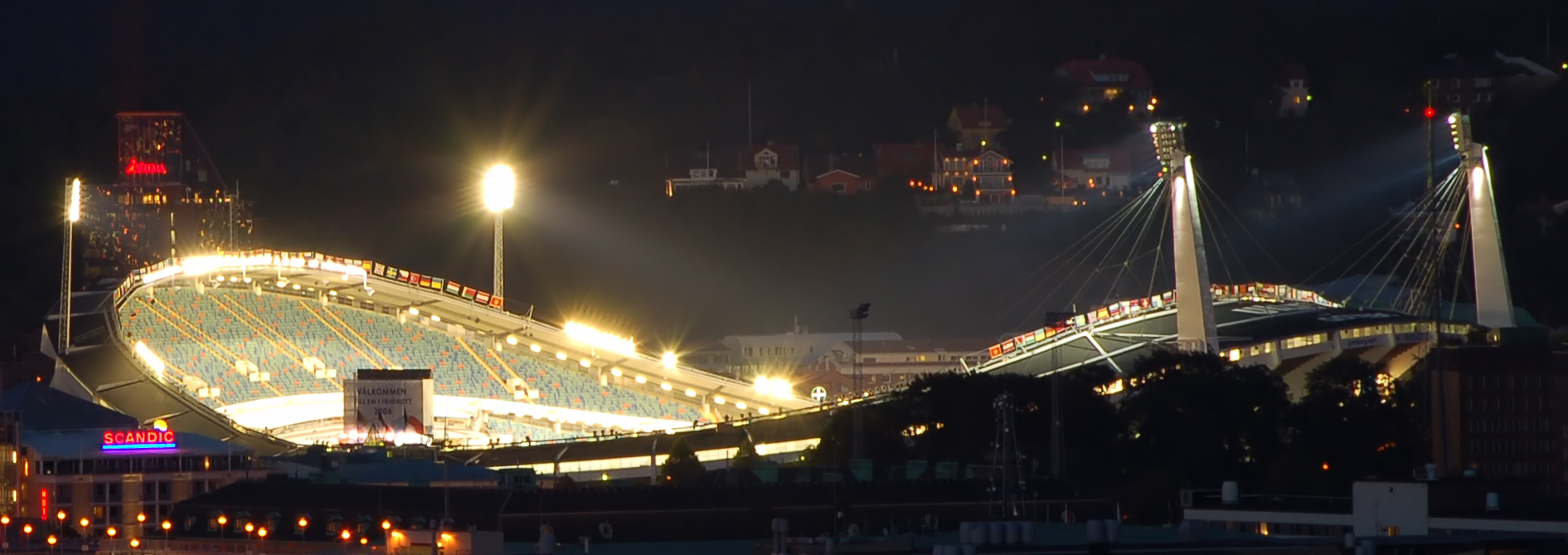
Das Göteborger Ullevi-Stadion im Jahr 2006

| Weltrekord | 37,40 s | USA (Carl Lewis, Dennis Mitchell, Leroy Burrell, Michael Marsh)    | OS in Barcelona, Spanien          | 8. August 1992  |
| Weltrekord | 37,40 s | USA (Jon Drummond, Andre Cason, Dennis Mitchell und Leroy Burrell) | WM 1993 in Stuttgart, Deutschland | 21. August 1993 |
| WM-Rekord  | 37,40 s | USA (Jon Drummond, Andre Cason, Dennis Mitchell und Leroy Burrell) | WM 1993 in Stuttgart, Deutschland | 21. August 1993 |

Der bestehende WM-Rekord wurde bei diesen Weltmeisterschaften nicht eingestellt und nicht verbessert.
Fünf Staffeln stellten drei Kontinentalrekorde auf:
- Ozeanienrekord in 38,28 s – Australien (Paul Henderson, Tim Jackson, Steve Brimacombe, Damien Marsh), 3. Vorlauf, 12. August
- Ozeanienrekord in 38,17 s – Australien (Paul Henderson, Tim Jackson, Steve Brimacombe, Damien Marsh), 2. Halbfinallauf, 12. August
- Südamerikarekord in 38,85 s – Brasilien (André da Silva, Sidnei Telles De Souza, Édson Ribeiro, Robson da Silva), 1. Vorlauf, 12. August
- Südamerikarekord in 38,48 s – Brasilien (André da Silva, Sidnei Telles De Souza, Édson Ribeiro, Robson da Silva), 2. Halbfinallauf, 12. August
- Asienrekord in 38,67 s – Japan (Hisatsugu Suzuki, Kōji Itō, Satoru Inoue, Yoshitaka Itô), 2. Halbfinallauf, 12. August

## Vorrunde
Die Vorrunde wurde in drei Läufen durchgeführt. Die ersten vier Staffeln pro Lauf – hellblau unterlegt – sowie die darüber hinaus vier zeitschnellsten Teams – hellgrün unterlegt – qualifizierten sich für das Halbfinale.

### Vorlauf 1
12. August 1995, 17:05 Uhr
| Platz | Staffel     | Besetzung                                                                | Zeit (s) |
| ----- | ----------- | ------------------------------------------------------------------------ | -------- |
| 1     | Kanada      | Robert Esmie Glenroy Gilbert Bruny Surin Donovan Bailey                  | 38,38    |
| 2     | Japan       | Hisatsugu Suzuki Kōji Itō Satoru Inoue Yoshitaka Itô                     | 38,79    |
| 3     | Brasilien   | André da Silva Sidnei Telles De Souza Édson Ribeiro Robson da Silva      | 38,85 SR |
| 4     | Russland    | Pawel Galkin (Vorlauf) Alexander Sokolow Andrei Grigorjew Andrei Fedoriw | 39,03    |
| 5     | Deutschland | Marc Blume (Vorlauf) Robert Kurnicki Christian Konieczny Michael Huke    | 39,06    |
| 6     | Togo        | Teko Folligan Boévi Lawson Franck Amegnigan Kossi Akoto                  | 39,45    |
| 7     | Kamerun     | Issa Nteppe Benjamin Sirimou Samuel Nchinda Pierre Makon                 | 40,72    |

### Vorlauf 2
12. August 1995, 17:15 Uhr
| Platz | Staffel       | Besetzung                                                                 | Zeit (s)                        |
| ----- | ------------- | ------------------------------------------------------------------------- | ------------------------------- |
| 1     | Schweden      | Peter Karlsson Matias Ghansah Lars Hedner Tobias Karlsson                 | 38,74                           |
| 2     | Frankreich    | Olivier Théophile Sébastien Carrat Jean-Charles Trouabal Pascal Théophile | 38,82                           |
| 3     | Spanien       | Frutos Feo Javier Navarro Jordi Mayoral Pedro Nolet                       | 39,35                           |
| 4     | Bahamas       | Renward Wells Brian Babbs (Vorlauf) Iram Lewis Alfred Stubbs              | 39,37                           |
| 5     | Ghana         | Duah Abu Abdul Zakari Eric Nkansah Emmanuel Tuffuor                       | 39,83                           |
| DSQ   | Kuba          | Leonardo Prevot Joel Lamela Joel Isasi Jorge Aguilera                     | IAAF Rule 170.7: Wechselfehler  |
| DSQ   | Saudi-Arabien | Mohammed Al-Bishy Mohammed Al-Masoud Mohammad Saif Jamal al-Saffar        | IAAF Rule 163.3: Bahnübertreten |

### Vorlauf 3
12. August 1995, 17:25 Uhr
| Platz | Staffel             | Besetzung                                                          | Zeit (s) |
| ----- | ------------------- | ------------------------------------------------------------------ | -------- |
| 1     | Australien          | Paul Henderson Tim Jackson Steve Brimacombe Damien Marsh           | 38,28 OZ |
| 2     | Volksrepublik China | Li Xiaoping Lin Wei Huang Danwei Chen Wenzhong                     | 38,81    |
| 3     | Jamaika             | Leon Gordon Michael Green Warren Johnson (Vorlauf) Raymond Stewart | 38,92    |
| 4     | Elfenbeinküste      | Ahmed Doohou Jean-Olivier Zirignon Eric Pacôme Ibrahim Méité       | 39,29    |
| 5     | Barbados            | Garfield Gill Jason St.Hill Achebe Hope Obadele Thompson           | 39,68    |
| 6     | Trinidad und Tobago | Alvin Daniel Patrick Delice Neil de Silva Hayden Stephens          | 40,09    |
| DNF   | USA                 | Maurice Greene Jon Drummond Tony McCall Michael Marsh              |          |

### Vorlauf 4
12. August 1995, 17:35 Uhr
| Platz | Staffel             | Besetzung                                                                             | Zeit (s)                       |
| ----- | ------------------- | ------------------------------------------------------------------------------------- | ------------------------------ |
| 1     | Italien             | Giovanni Puggioni Ezio Madonia Angelo Cipolloni Sandro Floris                         | 39,00                          |
| 2     | Großbritannien      | Jason Gardener Darren Braithwaite John Regis Solomon Wariso                           | 39,07                          |
| 3     | Ukraine             | Oleksij Tschychatschow Dmytro Wanjajikin Oleh Kramarenko Serhij Ossowytsch            | 39,31                          |
| 4     | Mexiko              | Carlos Villaseñor Alejandro Cárdenas Genaro Rojas Jaime Barragan                      | 39,66                          |
| 5     | Neuseeland          | Laud Codjoe Mark Keddell Chris Donaldson Gus Nketia                                   | 39,70                          |
| 6     | St. Kitts und Nevis | Ricardo Liddie Bertram Haynes Kim Collins Kurvin Wallace                              | 40,12                          |
| DSQ   | Griechenland        | Alexandros Yenovelis Alexander Alexópoulos Yiorgos Panayiotopoulos Alexandros Terzian | IAAF Rule 170.7: Wechselfehler |

## Halbfinale
In den beiden Halbfinalläufen qualifizierten sich die jeweils ersten vier Staffeln – hellblau unterlegt – für das Finale.

### Halbfinallauf 1
12. August 1995, 19:20 Uhr
| Platz | Staffel             | Besetzung                                                                                         | Zeit (s) |
| ----- | ------------------- | ------------------------------------------------------------------------------------------------- | -------- |
| 1     | Kanada              | Robert Esmie Glenroy Gilbert Bruny Surin Donovan Bailey                                           | 38,16    |
| 2     | Jamaika             | Robert Foster (Halbfinale) Michael Green Leon Gordon Raymond Stewart                              | 38,64    |
| 3     | Ukraine             | Oleksij Tschychatschow Dmytro Wanjajikin Oleh Kramarenko Serhij Ossowytsch                        | 38,76    |
| 4     | Schweden            | Peter Karlsson Matias Ghansah Lars Hedner Tobias Karlsson                                         | 38,78    |
| 5     | Volksrepublik China | Li Xiaoping Lin Wei Huang Danwei Chen Wenzhong                                                    | 38,93    |
| 6     | Elfenbeinküste      | Ahmed Doohou Jean-Olivier Zirignon Eric Pacôme Ibrahim Méité                                      | 39,50    |
| 7     | Bahamas             | Renward Wells Andrew Tynes (Halbfinale) Iram Lewis Alfred Stubbs im Vorlauf außerdem: Brian Babbs | 39,65    |
| DNF   | Frankreich          | Olivier Théophile Sébastien Carrat Jean-Charles Trouabal Pascal Théophile                         |          |

### Halbfinallauf 2
12. August 1995, 19:29 Uhr
| Platz | Staffel        | Besetzung | Zeit (s) |
| ----- | -------------- | --- | -------- |
| 1     | Australien     | Paul Henderson Tim Jackson Steve Brimacombe Damien Marsh                                                               | 38,17 OZ |
| 2     | Italien        | Giovanni Puggioni Ezio Madonia Angelo Cipolloni Sandro Floris                                                          | 38,41    |
| 3     | Brasilien      | André da Silva Sidnei Telles De Souza Édson Ribeiro Robson da Silva                                                    | 38,48 SR |
| 4     | Japan          | Hisatsugu Suzuki Kōji Itō Satoru Inoue Yoshitaka Itô                                                                   | 38,67 AS |
| 5     | Großbritannien | Jason Gardener Darren Braithwaite John Regis Solomon Wariso                                                            | 38,75    |
| 6     | Russland       | Alexandr Porchomowski (Halbfinale) Alexander Sokolow Andrei Grigorjew Andrei Fedoriw im Vorlauf außerdem: Pawel Galkin | 38,78    |
| 7     | Deutschland    | Holger Blume (Halbfinale) Robert Kurnicki Christian Konieczny Michael Huke im Vorlauf außerdem: Marc Blume             | 38,90    |
| 8     | Spanien        | Frutos Feo Javier Navarro Jordi Mayoral Pedro Nolet                                                                    | 39,16    |

## Finale
13. August 1995, 16:35 Uhr
| Platz | Staffel    | Besetzung | Zeit (s)                       |
| ----- | ---------- | --- | ------------------------------ |
| 1     | Kanada     | Robert Esmie Glenroy Gilbert Bruny Surin Donovan Bailey                                                                                     | 38,31                          |
| 2     | Australien | Paul Henderson Tim Jackson Steve Brimacombe Damien Marsh                                                                                    | 38,50                          |
| 3     | Italien    | Giovanni Puggioni Ezio Madonia Angelo Cipolloni Sandro Floris                                                                               | 39,07                          |
| 4     | Jamaika    | James Beckford (Finale) Michael Green Leon Gordon Raymond Stewart im Halbfinale außerdem: Robert Foster im Vorlauf außerdem: Warren Johnson | 39,10                          |
| 5     | Japan      | Hisatsugu Suzuki Kōji Itō Satoru Inoue Yoshitaka Itô                                                                                        | 39,33                          |
| 6     | Brasilien  | André da Silva Sidnei Telles De Souza Édson Ribeiro Robson da Silva                                                                         | 39,35                          |
| 7     | Ukraine    | Oleksij Tschychatschow Dmytro Wanjajikin Oleh Kramarenko Serhij Ossowytsch                                                                  | 39,39                          |
| DSQ   | Schweden   | Peter Karlsson Matias Ghansah Lars Hedner Tobias Karlsson                                                                                   | IAAF Rule 170.7: Wechselfehler |

## Video
- Men's 4x100m Relay Final - 1995 IAAF World Athletics Championships auf youtube.com, abgerufen am 27. Mai 2020